# Церква святого архистратига Михаїла (Пищатинці)
Церква святого архистратига Михаїла в Пищатинцях — парафія і храм греко-католицької громади Борщівського деканату Бучацької єпархії Української греко-католицької церкви в селі Пищатинці Чортківського району Тернопільської области.
Оголошена пам'яткою архітектури місцевого значення (охоронний номер 430).

## Історія церкви
Перша згадка про парафію датується 1759 роком. Ймовірно, вона була греко-католицькою з того часу і до 1946 року. Вдруге парафія повернулася в лоно УГКЦ наприкінці 1989 року і залишається такою донині.
Храм збудували та освятили у 1823 році. Церковні метрики зберігаються з 1784 року, коли існував парафіяльний дерев'яний будинок.
З 1946 по 1988 рік храм не діяв.
При парафії діють: братство «Апостольство молитви» і Вівтарна дружина.
На парафії є кілька хрестів парафіяльного значення: хрест Тверезости, хрест на честь проголошення незалежности України, хрест воїнам УПА. Також є дві каплиці на честь Матері Божої.

## Парохи
- о. Віктор Чомкевич (з 1860-х),
- о. Іван Харук (1920—1939),
- о. Володимир Харук (1939—1946),
- о. Роман Гриджук (1989—1992),
- о. Олег Косован (1992—1995),
- о. Іван Сабала (1995—2006),
- о. Михайло Манькут (з 2006).